# Gregorio Bernardi
Gregorio Bernardi (8 gennaio 2004) è uno sciatore alpino italiano.

## Biografia
Specialista delle prove veloci originario di Sestriere e attivo dal novembre del 2020, Bernardi ha esordito in Coppa Europa l'11 dicembre 2021 a Santa Caterina Valfurva in discesa libera (85º) e ai Mondiali juniores di Alta Savoia 2024 ha vinto la medaglia d'argento nella medesima specialità; ha debuttato in Coppa del Mondo il 17 febbraio dello stesso anno a Kvitfjell ancora in discesa libera (53º). Non ha preso parte a rassegne olimpiche o iridate.

## Palmarès

### Mondiali juniores
- 1 medaglia:
  - 1 argento (discesa libera ad Alta Savoia 2024)

### Coppa Europa
- Miglior piazzamento in classifica generale: 96º nel 2024